# Naufrágio da Barca Aung Takon
O Naufrágio da Barca Aung Takon ocorreu no dia 13 de março de 2015 na costa oeste de Myanmar, a barca transportava cerca de 200 passageiros e seguia de Kyaukpyu para Sittwe. De acordo com a agência de notícias Reuters, 50 passageiros se afogaram no acidente. Dos mortos confirmados estariam 4 homens e 29 mulheres, e 12 pessoas estariam desaparecidas, afirmou uma fonte da polícia que não quis ser identificada.
Segundo a informação desta fonte 169 pessoas teriam sido resgatadas pela Marinha de Myanmar e embarcações privadas.
A causa deste naufrágio pode ter sido o excesso de carga e o mau tempo na região.